# 1986
1986（千九百八十六、一九八六、せんきゅうひゃくはちじゅうろく）は、自然数また整数において、1985の次で1987の前の数である。

## 性質
- 1986は合成数であり、約数は 1, 2, 3, 6, 331, 662, 993, 1986 である。
  - 約数の和は3984。
  - 489番目の過剰数である。1つ前は1984、次は1988。
- 301番目の楔数である。1つ前は1978、次は1990。
- 約数の和が1986になる数は1個ある。(1322) 約数の和1個で表せる300番目の数である。1つ前は1976、次は1992。
- 各位の和(数字和)が24になる24番目の数である。1つ前は1977、次は1995。
  - 各位の和(数字和)が n になる n 番目の数である。1つ前は1778、次は2887。（オンライン整数列大辞典の数列 A181178）
- 1986 = 23 + 53 + 53 + 123
  - 4つの正の数の立方数の和で表せる621番目の数である。1つ前は1981、次は1995。(オンライン整数列大辞典の数列 A003327)
- 1986 = 2 × (312 + 31 + 1) = 2 × (322 − 32 + 1)
  - n = 31 のときの 2(n2 + n + 1) の値とみたとき1つ前は1862、次は2114。(オンライン整数列大辞典の数列 A051890)

## その他 1986 に関連すること
- 西暦1986年
- 1986 (山下久美子のアルバム) - 山下久美子が1986年に発売したアルバム。
- 『1986』 (猿岩石のアルバム) - 猿岩石の3枚目のアルバム。